# خيانة مونتريال

يأمر السيد مكمان بقرع الجرس وفوز شون مايكل على الرغم من عدم إستسلام بريت هارت

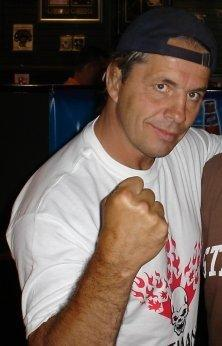
بريت هارت

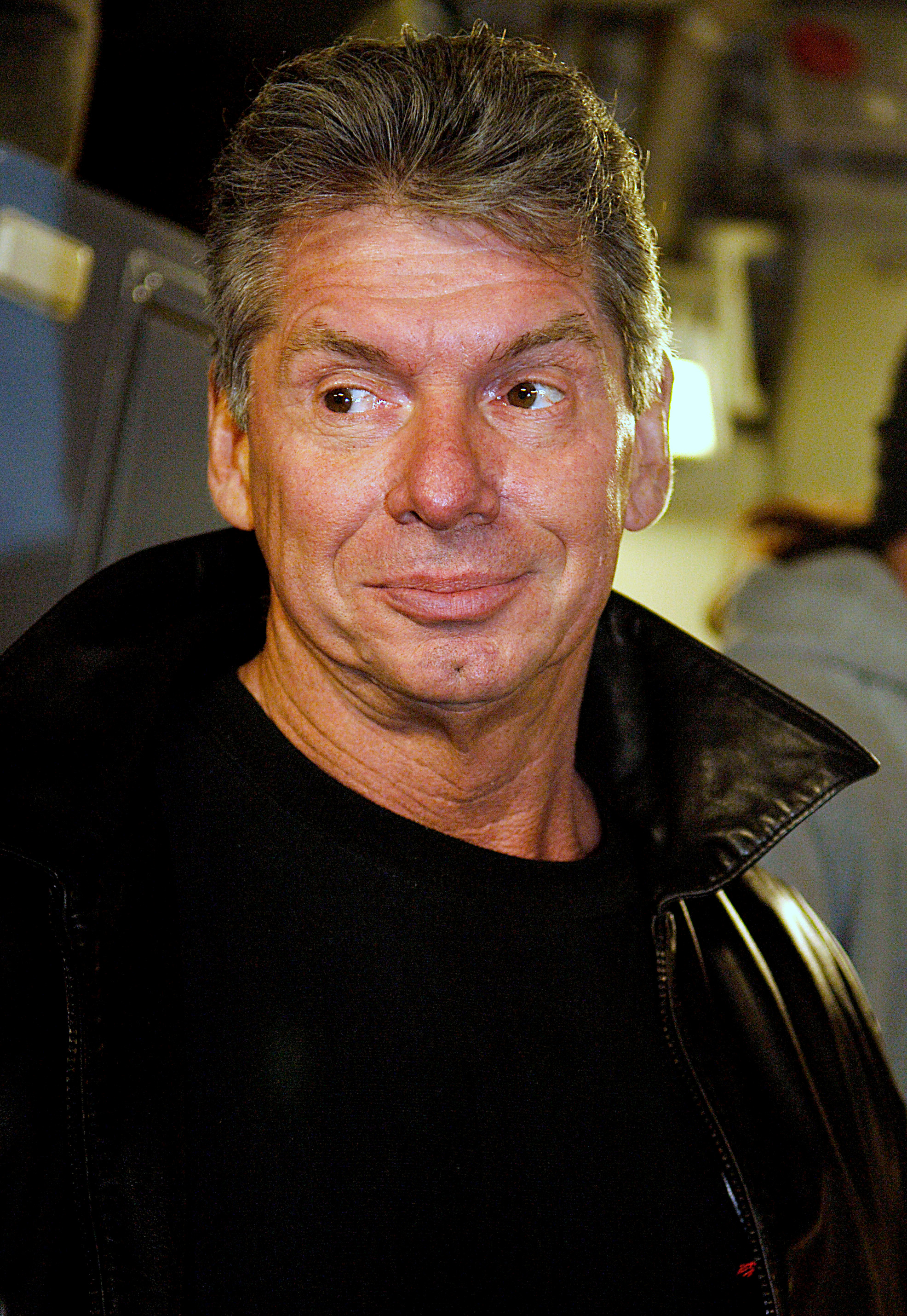
فنس مكمان

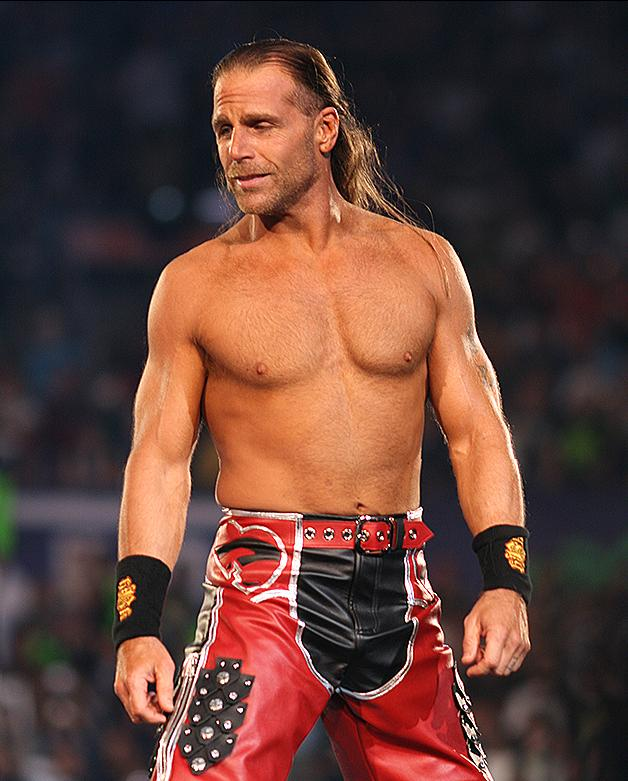
شون مايكل

مونتريال سكرو جوب أو حادثة مونتريال سكرو جوب (بالإنجليزية: Montreal Screwjob) وهي حادثة شهيرة في اتحاد الدبليو دبليو إي حدثت في مهرجان سيرفايفر سيريس عام 1997 وكانت بين المصارعان بريت هارت وشون مايكل ومدير اتحاد الدبليو دبليو إي فنس مكمان.

## التسلسل الزمني للحادثة
ستكون هذه المباراة مذكورة في تاريخ المصارعة الحديث وشاهدة على انتهاء مصارع قدم الكثير من التضحيات من أجل ان يخدم الأتحاد الذي نشأ واشتهر فيه ولم يغب الا مرتين وطوال أربعة عشر عاما عن الأحداث حتى وان كان مصابا ولكن ذلك لم يشفع له حين يطغى مفهوم التجارة على الولاء وهذه قصة برت هارت مع فنس مكمان وأحداث آخر مباراة له مع الدبليو دبليو اف مع عدوه اللدود شون مايكلز.

### 20-1-1996
برت هارت في أحد الفنادق في مدينة سان خوزيه الأمريكية يحاول أن يتخذ قرارا حول الأستمرارية مع الدبليو دبليو اف و تجديد عقده المنتهي أم ينتقل إلى الدبليو سي دبليو واثناء تفكيره كانت تنهال عليه الأتصالات من كيفن ناش وايريك بيشوف رئيس الدبليو سي دبليو من جهة وفنس مكمان من جهة أخرى وقد عرض ايرك بيشوف 3 ملايين دولار في السنة مع ضمان ادوار سينمائية له وهي مايريدها برت هارت أما عرض الدبليو دبليو اف فكان 1.7 مليون في السنة مع عقد مدته عشرون عاما حيث يضمن له العمل في مكاتب الدبليو دبليو اف بعد الاعتزال مع ضمان أن يكون محبوبا جماهيريا وهنا قرر برت هارت الأستمرارية على الرغم من معارضة عائلته.

### 8-9-1997
عرض فنس مكمان تخفيض راتب برت هارت وذلك للصعوبات المالية التي يواجهها اتحاد الدبليو دبليو اف على أن يعوضه عندما تتحسن الأحوال الا أن برت هارت رفض ذلك خوفا من ضياع حقوقه.

### 20-9-1997
طلب فنس مكمان من برت هارت أن يوافق على سيناريو لمباراة بين برت هارت وشون مايكلز الا أن برت هارت رفض ذلك وذلك للمشاكل التي بينه وبين شون وذلك بعد تعليقات وسخرية شون مايكلز من عائلته ولعلمه أن شون قد رفض مواجهته ومواجهة أخيه اوين وذلك لأن شون يقول أنه لايثق بهم.

### 22-9-1997
وقبل أحداث حرب التحديات أخبر فنس مكمان برت هارت أن الأتحاد سوف يلغي عقده ومن المستحسن أن يناقش الدبليو سي دبليو على الأنتقال ولتأكيد ذلك أعطاه ورقة رسمية تسمح له بمفاوضة الدبليو سي دبليو ومما زاد الأمر سوءا هو رفض شون مايكلز للهزيمة امام برت هارت وذلك بعد الجهود الحثيثة والسعي الدؤوب والذي قام به فنس مكمان ليجمعهما في مباراة والتي تم تعديله بعد ذلك لتكون نهاية المباراة تدخل اندرتيكر والتسبب في انهاءها ثم مواجهة برت هارت لاندرتيكر على البطولة ثم تدخل شون مايكلز في المباراة وليفوز برت بالبطولة وليتواجه اندرتيكر وشون مايكلز في مباراة في مهرجان رويال رمبل.

### 21-10-1997
طلب فنس مكمان من برت هارت أن ينهزم أمام شون مايكلز في كندا ومن ثم الفوز عليه في أمريكا الا أن برت هارت رفض وقال أنه لايريد الهزيمة في دولته ولكنه مستعد للهزيمة في أمريكا. بعد ذلك بساعات اجتمع كل من برت هارت وفنس مكمان وشون مايكلز والتي أعتذر فيها الأخير عن كل ماصدر منه الا أن ذلك لم يغير رأي برت هارت ولكن الجميع اتفقوا على أن لايذكر أي أحد منهم عائلة الآخر بسوء الا أن شون وبعد أسبوع بدأ بالسخرية على أبو برت هارت مما أغضبه كثيرا.

### 24-10-1997
فنس مكمان أخبر برت هارت عن تحسن أحوال الأتحاد وأنه يريد ابقاء برت هارت ومع هذا الخبر السعيد ذهب برت هارت إلى عمان للأعلان عن اتحاد الدبليو دبليو اف ولكنه في نفس الوقت لم يعد يثق بأحد ولذلك سوف يستغل أحد الشروط في عقده والتي تمكنه من إلغاء العقد وذلك بعد اعطاء انذار إلى الدبليو دبليو اف قبل يوم 1-11-1997.

### 31-10-1997
عرض ايريك بيشوف عقدا على برت هارت مقداره 5 ملايين بالسنة ولكن برت هارت لم يرد على العرض ولكن اعطى شعورا بالقبول.

### 1-11-1997
أتصل ايريك بيشوف مرة أخرى على برت هارت وعرض عليه التعاقد وهنا أتصل برت بفنس مكمان وعرض عليه الأمر وقال برت أنه لايريد زيادة في المال ولكن يريد أن يعرف مستقبله بالدبليو دبليو اف فقال فنس أنه سيتصل عليه لاحقا وسوف يعرض عليه عدة سيناريوهات وبعد أربع ساعات أتصل فنس وقال له أن شون سيفوز عليه في كندا ثم يتواجه كل من برت هارت وشون مايكلز واندرتيكر وكين شامروك على البطولة وسوف يفوز شون مرة أخرى قبل أن يتواحه برت وشون في مباراة السلم وسوف يفوز شون أيضًا قبل أن يأتي برت في بداية حرب التحديات ويقول أنه يريد مواجهة شون مايكلز على البطولة وإذا انهزم فانه سوف يعتزل المصارعة وفي هذه المرة سوف يفوز برت قبل أن ينهزم أمام أوستن في رسلمينيا وهنا رفض برت هارت ذلك وذلك لأنه سوف يخسر اربع مرات ويفوز مرة واحدة فقط فقال فنس له اذن اذهب إلى الدبليو سي دبليو.
بعد ذلك وقع برت مع الدبليو سي دبليو من غير علم فنس مكمان على أن يكون الخبر طي الكتمان إلى يوم

### 2-11-1997
وقع شجار عنيف بين فنس مكمان وبرت هارت على أثر رفض الأخير للهزيمة أمام شون في كندا وقال أنه سينهزم في أي مكان ولأي شخص الا في كندا وهنا وافق الجميع على أن تنتهي المباراة في كندا بطرد المصارعين ثم يفوز شون بعدها على المصارعين الأربعة هنا أتصل برت بايريك بيشوف وطلب منه السماح لتكملة الشهر مع الدبليو دبليو اف ثم المغادرة إلى الدبليو سي دبليو فوافق.

### 9-11-1997
بقي يوم واحد قبل المواجهة وكان كل من شون وبرت يخططان لأن تكون هذه المباراة أفضل مباراة في حياتهم وقد أتفقوا على أن تنتهي هذه المباراة بطرد برت هارت للتدخل.اثناء ذلك قدم بات باترسون وهو أحد مساعدي فنس مكمان وعرض سيناريو للمباراة حيث يكون كالتالي يصاب الحكم بحركة خاطئة ومن ثم يطبق شون ذا شارب شوتر على برت هارت وهي الحركة التي يستخدمها برت دائما ومن ثم يعكس برت الوضع لصالحه ويطبق الشارب شوتر على شون لكن الحكم لازال فاقدا للوعي ويذهب برت لأفاقته وعندما يستدير يضربه شون ويثبته ويأتي حكم آخر ليعد ولكن أوين هارت وبريتيش بولدوق سيكونون هناك لمنع الحكم وبعدها يبدأ الجميع بضرب شون ويراهم الحكم وينهي المباراة.

### 10-11-1997: يوم المباراة
سارت المباراة طبيعية وعلى ماخطط عليه الا أن برت كان يتسائل عن وجود فنس مكمان بجانب الحلبة على غير العادة وأيضا عن كثرة الحراس الموجودين ولم يعلم عن أن ذلك بسبب قرب نهايته. عندما سقط الحكم كما هو مخطط وطبق شون الشارب شوتر على برت هارت وهنا قام الحكم ولم يكن من المفروض قيامه فأخذ الجميع في الكواليس يصرخون بان ذلك غلط ولكن وقبل أن يعكس برت الحركة طلب الحكم ان يدق الجرس معلنا انتهاء المباراة بعد استسلام برت وهنا ضرب فنس الشخص الموكل له ضرب الجرس وقال له دق الجرس وهنا سقط كل من برت وشون على الحلبة وهم لايدرون ولكن فنس أعطى الحزام إلى شون وقال له أذهب إلى الكواليس وكان معه كل من تربل اتش وتشاينا وقام برت وقد عرف ماحصل فبصق في وجه فنس مكمان وبعد قطع الأرسال قام بتحطيم طاولة المعلقين والتلفزيونات ثم أخذ الميكروفون وشكر المشجعين وأخبرهم بالقصة.

### بعد المبارة
بعد المباراة تقابل برت وشون وأقسم شون بانه لايدري عن ي شئ وأنه غاضب مثله لماحدث وأنه لايريد الفوز بهذه الطريقة وسوف يثبت ذلك له عندما يأتي في حرب التحديات بدون الحزام ولن يتفوه بكلمة سوء على برت هارت وعائلته. وبعد ذلك ذهب اندرتيكر إلى فنس مكمان وطلب منه أن يعتذر لبرت هارت عما بدر منه وهنا ذهب فنس وأبنه شين إلى غرفة برت هارت وكان هناك كل من بريتيش بولدوق واوين هارت وجيم نيدفيل هارت وكان برت يستحم في الحمام ولما خرج قال لفنس أنه سيلبس ملابسه وعندما ينتهي يريد أن يأتي وفنس قد خرج، الا أن فنس جلس إلى حين انتهاء برت من ارتداءه للملابس وهنا هجم برت على فنس وأعطاه لكمة اسقطته على الأرض وقفز شين لحماية أبيه الا أن بريتيش بولدوق ضربه وحاول فنس القيام الا أنه لم يستطع فطلب من رجال الأمن طرد برت بعد أخذ ملابسه وأثناء المناوشة أصيب فنس بكسر في كاحله بعد أن داس أحد الأشخاص عليه.

## روابط خارجية
- WWE.com article, The Hit Man: Ten years later
- Timeline of the Montreal Screwjob
- http://www.wwe.com/inside/whatif/whatifmontreal/ نسخة محفوظة 26 أكتوبر 2012 على موقع واي باك مشين.